# Tuili
Tuili (sardisk: Tuìli) er en by og en kommune (comune) i provinsen Sud Sardegna i regionen Sardinien i Italien. Byen ligger i 208 meters højde og har 1.023 indbyggere (2016). Kommunen har et areal på 24,59 km² og grænser til kommunerne Barumini, Gesturi, Las Plassas, Pauli Arbarei, Setzu og Turri.